# Zławieś Wielka (gmina)
Zławieś Wielka (do 1954 gmina Rzęczkowo + gmina Smolno) – gmina wiejska w Polsce położona w województwie kujawsko-pomorskim, w powiecie toruńskim. W latach 1975–1998 gmina administracyjnie należała do województwa toruńskiego.
Geograficznie gmina leży pomiędzy Toruniem a Bydgoszczą i oddziela oba miasta od siebie.
Siedziba gminy to Zławieś Wielka.

## Struktura powierzchni
Według danych z roku 2021 gmina Zławieś Wielka ma obszar 177,9 km², w tym:
- użytki rolne: 63%
- użytki leśne: 23%

Gmina stanowi 14,44% powierzchni powiatu.

## Demografia
Według danych z 2021 gminę zamieszkiwało 14 968 osób, czyli 14,3% ludności powiatu.
Podział demograficzny:
| Opis      | Ogółem | Ogółem | Kobiety | Kobiety | Mężczyźni | Mężczyźni |
| --------- | ------ | ------ | ------- | ------- | --------- | --------- |
| Jednostka | osób   | %      | osób    | %       | osób      | %         |
| Populacja | 14 968 | 100    | 7538    | 50,4    | 7430      | 49,6      |

W latach 2002–2021 liczba mieszkańców wzrosła o 44,5%. Średni wiek mieszkańców wynosi 37,8 lat i jest znacznie mniejszy od średniego wieku mieszkańców województwa kujawsko-pomorskiego oraz znacznie mniejszy od średniego wieku mieszkańców całej Polski.
62,1% mieszkańców gminy Zławieś Wielka jest w wieku produkcyjnym, 22,1% w wieku przedprodukcyjnym, a 15,8% mieszkańców jest w wieku poprodukcyjnym.

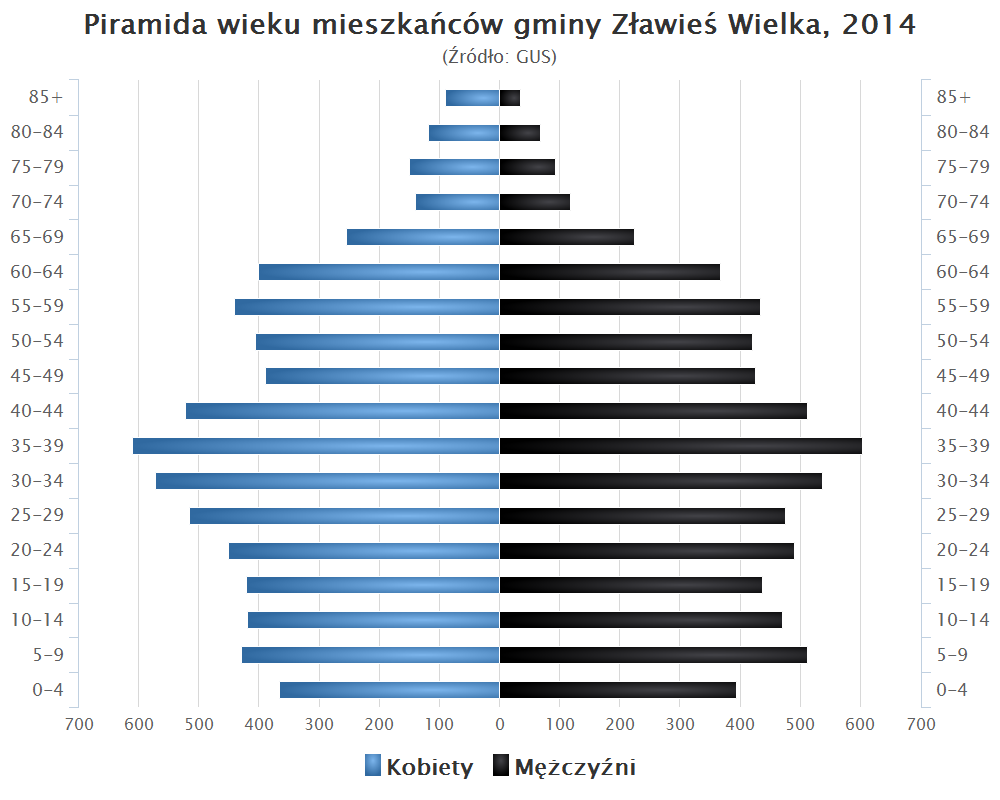
Piramida wieku mieszkańców gminy Zławieś Wielka w 2014 roku

## Zabytki
Wykaz zarejestrowanych zabytków nieruchomych na terenie gminy:
- zespół kościelny parafii pod wezwaniem św. Marcina w Czarnowie, obejmujący: kościół z XIII/XIV w. (nr A/184/89 z 13.07.1936), cmentarz przykościelny (nr 541 z 06.09.1990 roku)
- zespół kościelny w Górsku, obejmujący: kościół ewangelicki, obecnie rzymskokatolicki pod wezwaniem Podwyższenia Krzyża z lat 1661–1687 (nr A/289 z 28.01.1930); cmentarz przykościelny (nr A/218 z 06.09.1990)
- zespół kościelny parafii pod wezwaniem św. Walentego w Łążynie, obejmujący: cmentarz z XVII–XIX w.; kościół z lat 1898–1899; kaplicę św. Walentego z 1882 roku, nr 540 z 06.09.1990 roku
- zespół cmentarny w Pędzewie, obejmujący: nieczynny cmentarz ewangelicki z drugiej połowy XIX w.; kaplicę, obecnie rzymskokatolicką; ogrodzenie, nr 543 z 28.01.1991 roku
- zespół dworski w Przysieku, obejmujący: dwór z 1739; młyn z 1725; dom mieszkalny z XVIII w.; browar, obecnie hotel, park (z elementami małej arch.) z końca XIX w.; ogrodzenie z bramami, nr A/500 z 23.04.1957 roku
- zespół dworski w Skłudzewie, obejmujący: dwór murowano-szachulcowy z trzeciego ćwierćwiecza XIX w.; stajnię, obecnie magazyn, w. XIX/XX; hydrofornię z XIX/XX w.; park z połowy XIX w., nr 613 z 08.04.1991 roku.

## Sołectwa
Cegielnik, Cichoradz, Czarne Błoto, Czarnowo, Górsk, Gutowo, Łążyn, Pędzewo, Przysiek, Rozgarty, Rzęczkowo, Siemoń, Skłudzewo, Stary Toruń, Toporzysko, Zarośle Cienkie, Zławieś Mała, Zławieś Wielka.
Miejscowość bez statusu sołectwa: Błotka, Borek, Doły Łążyńskie, Gierkowo, Gutowo-Leśnictwo, Kamieniec, Łążynek, Smolno, Stanisławka, Szerokie.

## Sąsiednie gminy
Bydgoszcz, Dąbrowa Chełmińska, Łubianka, Łysomice, Solec Kujawski, Toruń, Unisław, Wielka Nieszawka